# Hubert Julien-Laferrière

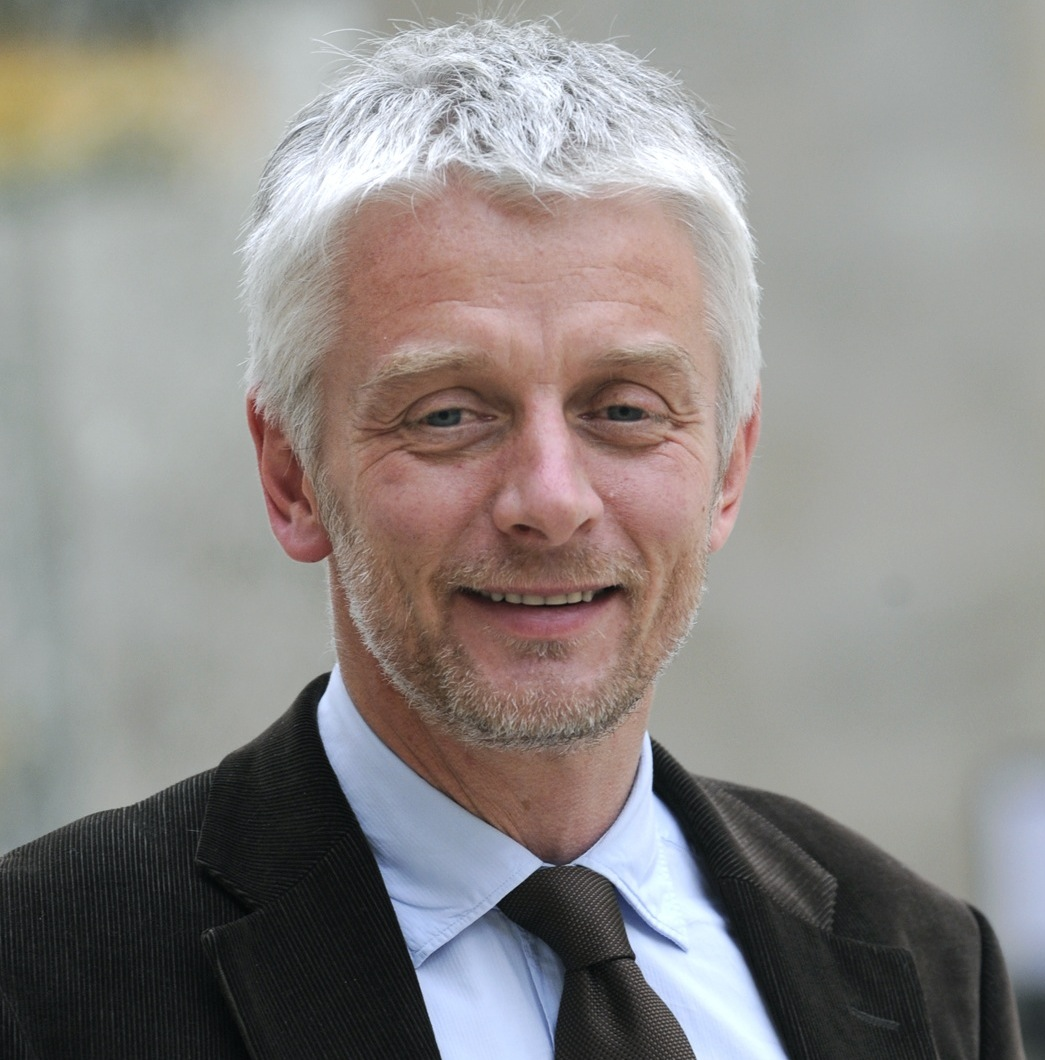
Hubert Julien-Laferrière 2012

Hubert Julien-Laferrière (* 27. Februar 1966) ist ein französischer Wirtschaftswissenschaftler und Politiker. Von 2017 bis 2024 saß er in der Nationalversammlung und vertrat dort den Wahlkreis Rhône II zunächst für La République En Marche!, später für die Génération Écologie. Zuvor war er Bürgermeister des 9. Arrondissements von Lyon für die Parti socialiste.

## Politische Laufbahn
Nachdem er ursprünglich Mitglied der Parti socialiste gewesen war, trat Julien-Laferrière 2017 der Bewegung La République En Marche!bei. Im Parlament war Julien-Laferrière im Ausschuss für Auswärtige Angelegenheiten tätig. In dieser Funktion ist er der Berichterstatter des Parlaments für den Haushalt der Official Development Assistance (ODA). Daneben war er Mitglied der französischen Delegation zur Interparlamentarischen Union (IPU) sowie in den Parlamentsgruppen für die Freundschaft mit Surinam, Kenia, Uganda, Tansania, Burundi, Ruanda und anderen Ländern.
Angesichts des Streiks gegen die Pläne zur Rentenreform  2019–2020 forderte Julien-Laferrière einen Kompromiss zwischen den Gewerkschaften und der Regierung. Im März 2020 verließ er LREM, nachdem Premierminister Édouard Philippe angekündigt hatte, er wolle den Entwurf per Dekret durchsetzen.
Im Mai 2020 gehörte er zu den 17 Gründungsmitgliedern der Fraktion Écologie Démocratie Solidarité. Im Juni kündigten er und fünf weitere Ex-LREM-Abgeordnete die Gründung von #Nous Demain, einer "humanistischen, ökologischen und feministischen" politischen Bewegung an. Im Januar 2021 schloss er sich der Génération Écologie an, für die er 2022 auch sein Mandat verteidigen konnte. Bei den vorgezogenen Neuwahlen 2024 trat er nicht erneut an.

## Standpunkte
Im Juli 2019 stimmte Julien-Laferrière für die Ratifizierung des Comprehensive Economic and Trade Agreement (CETA) der Europäischen Union mit Kanada.